# Metro van Addis Abeba

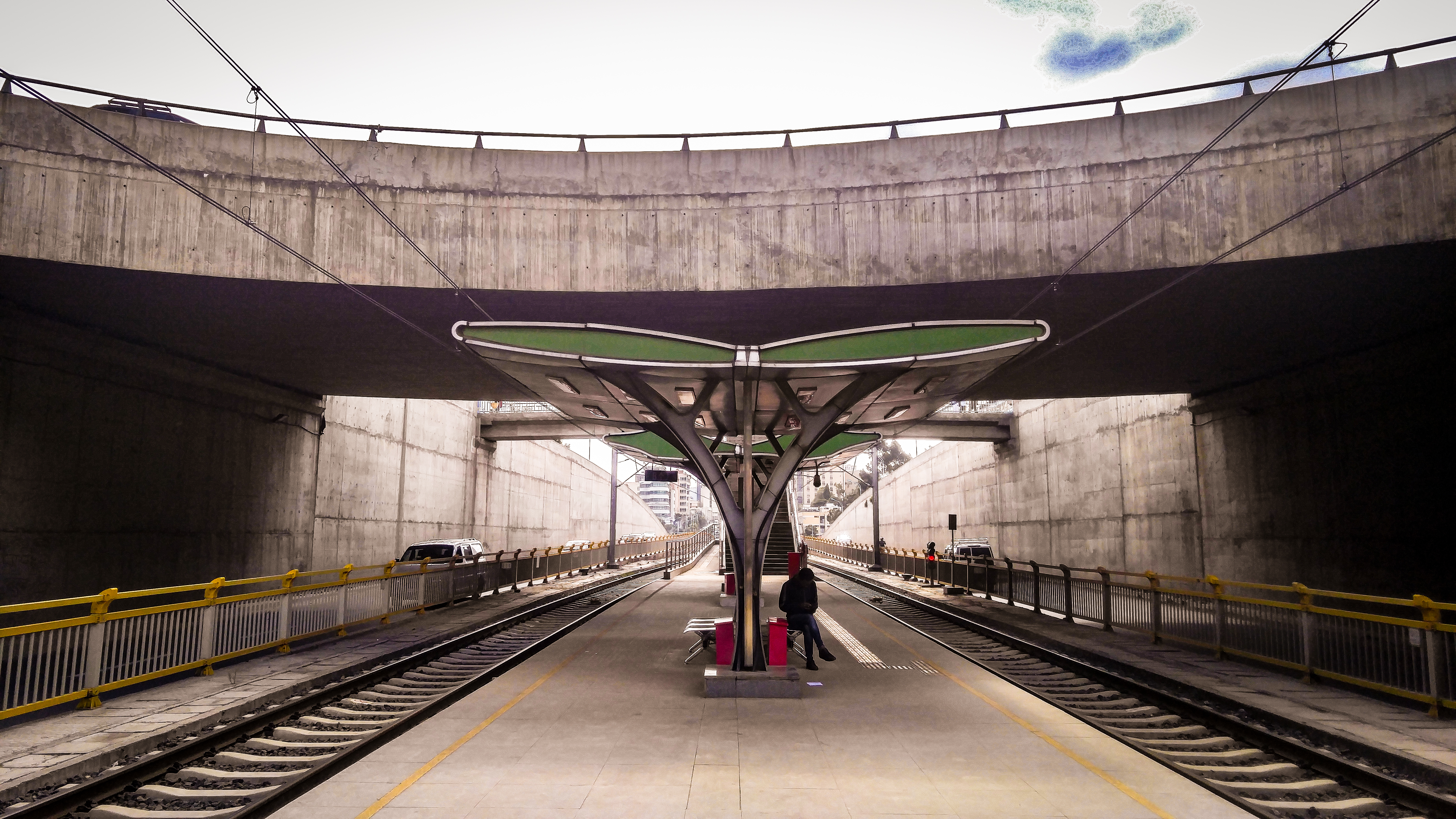
St. Urael

De metro van Addis Abeba (Amhaars: የአዲስ አበባ ቀላል ባቡር ) is een light-rail verkeerssysteem in de Addis Abeba, en het eerste moderne light-railnetwerk in subsaharaans Afrika.
De eerste lijn werd officieel geopend op 20 september 2015. De eerste lijn, de 16.9 km lange Blauwe lijn, loopt van het Menelikplein in het noorden naar Kaliti in het zuiden. Een Oost-Westverbinding, de 17.4 kilometer lange Groene lijn, verbindt Ayat met Tor Hailoch. De twee lijnen hebben een gedeelde sectie in het centrum van de stad.
Het systeem is door Chinese firma's aangelegd en ook grotendeels betaald. Het onderhoudspersoneel en zelfs de bestuurders zijn werknemers van de Metro van Shenzhen.